# San Martino Canavese
San Martino Canavese (piemontesisch San Martin Canavèis oder kurz San Martin) ist eine italienische Gemeinde  in der Metropolitanstadt Turin (TO), Region Piemont.

## Lage und Einwohner
San Martino Canavese liegt 45 km nordöstlich von Turin. Das Gemeindegebiet umfasst eine Fläche von 9 km² und hat 804 Einwohner (Stand 31. Dezember 2023). Zur Gemeinde zählen die Fraktionen (Frazioni) Pranzalito, Silva und Gatto.
Die Nachbargemeinden sind Castellamonte, Pavone Canavese, Colleretto Giacosa, Parella, Perosa Canavese, Torre Canavese, Scarmagno, Agliè und Vialfrè.

## Geschichte

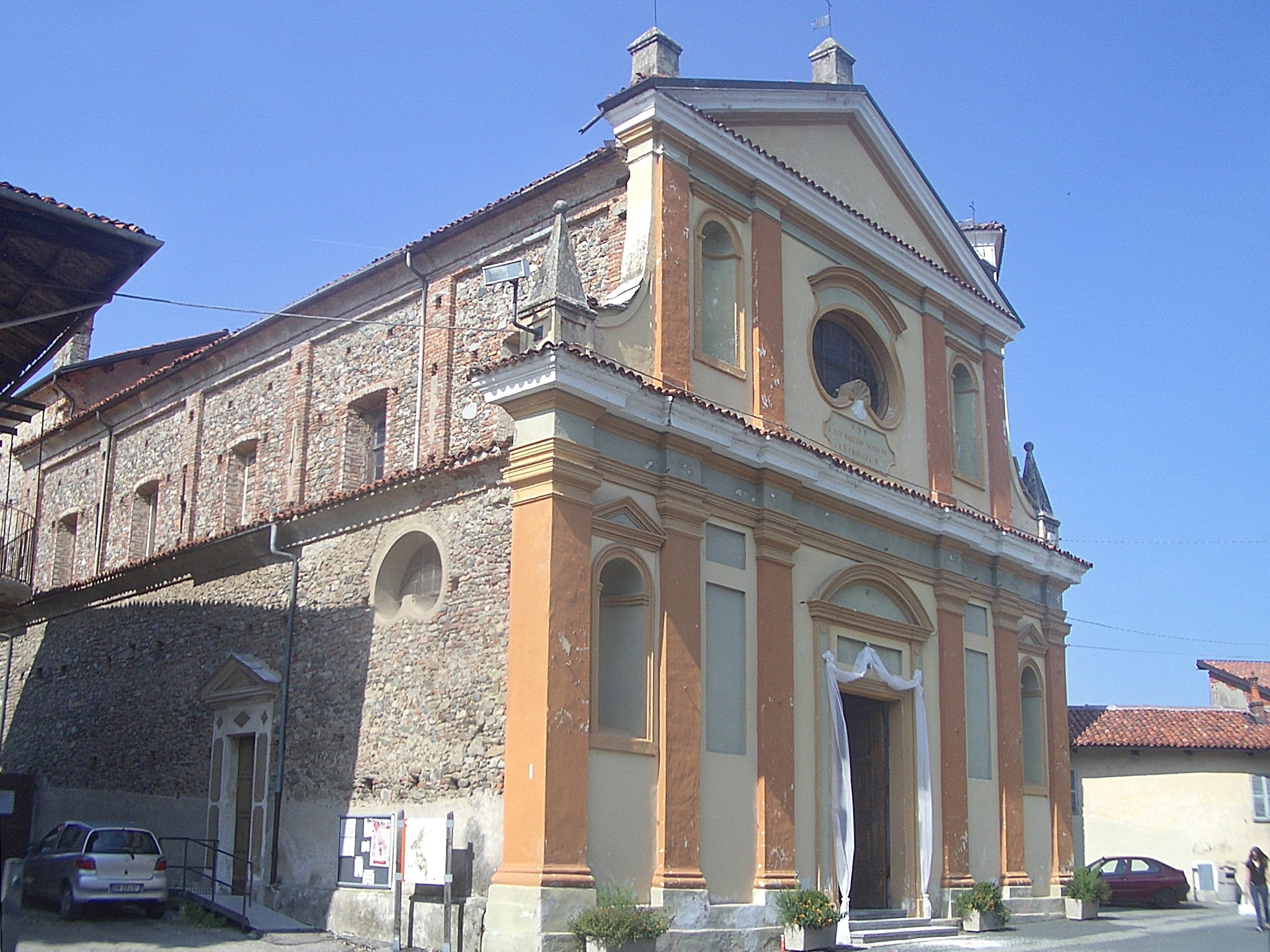
Kirche San Martino

Auf dem Hügel, auf dem sich die Überreste der sogenannten König-Arduino-Burg befinden, kam nach einem kleinen Erdrutsch eine „Linse“ aus altem Boden zum Vorschein, die im Bereich des Erdrutschs aufgrund ihrer dunklen Farbe im Kontrast zum Erdrutsch gut sichtbar ist leichte Beschaffenheit des Bodens. Die Linse enthielt Keramikfragmente mit „Stacheldraht“-Gravuren, Stockgravuren, vertikalen Streifen, Stich- und Schleppgravuren, Schneidteilen und Absätzen grüner Steinäxte sowie einer roten Feuersteinspitze. Der interessanteste Fund war eine Tonstatuette mit der Darstellung einer weiblichen Figur, die mit dem Kult der Muttergöttinnen Cybele, Candia oder Chêndia im Lomellino-Dialekt, Magna Mater für die Römer, verbunden ist und in ganz Europa verbreitet ist (zum Beispiel an der Arena Candide und in Rivoli Veronese), der wahrscheinlich aus der Donau stammt und daher „orientalischen“ Ursprungs ist. Der Bau der mittelalterlichen Burg verringerte die Breite des neolithischen Paläosbodens sowohl durch die Umfassungsmauern als auch durch die Umwälzungen im Inneren, die durch die anschließende Absenkung des Bodens verursacht wurden.
Während des Zweiten Weltkriegs, während der deutschen Besatzung und der Italienischen Sozialrepublik, versteckte die Bauernfamilie Sapino im Weiler Pranzalito zwei Paare Turiner Juden, die Foa und die Montel, in ihrem Haus und schützte sie bis zur Befreiung vor der Deportation. Für dieses Engagement der Solidarität verlieh das Yad-Vashem-Institut in Jerusalem Giuseppe Sapino am 22. Februar 1989 die hohe Auszeichnung des Gerechten unter den Völkern.